# Леонтьев, Алексей Николаевич (сценарист)
Алексей Николаевич Леонтьев (10 мая 1927, Москва, СССР — 16 июля 2007, там же) — советский и российский писатель, сценарист.

## Биография
Родился 10 мая 1927 года в Москве.
После окончания средней школы поступил в МАИ, где проучившись год решил забрать документы, затем в 1946 году поступил в Московский индустриальный конструкторский техникум, который окончил в 1947 году. После окончания института несколько месяцев работал техником-конструктором в КБ треста Мосгорместпром, после чего уволился и в том же году поступил на сценарный факультет ВГИКа, который окончил в 1952 году. С тех пор начал активно писать сценарии для кинематографа и написал свыше 300 сценариев, из которых экранизировано было свыше 30. С 1996 по 2000 год преподавал сценарное мастерство в ВИППКРК.
Похоронен на Миусском кладбище .

## Фильмография

### Сценарист
- 1957 — Бессмертная песня
- 1959 — Дорога уходит вдаль
- 1962 — 713-й просит посадку
- 1963 — Слуша-ай!..
- 1964 — Сокровища республики
- 1967 — Доктор Вера
- 1968 — Про чудеса человеческие
- 1970 — 
  - Белая земля
  - Серебряные трубы
- 1972 —
  - Нежданный гость
  - Улица без конца
- 1974 — Трудные этажи
- 1975 — Братушка (СССР/Болгария)
- 1978 —
  - Алмазная тропа
  - Жили-были в первом классе...
- 1982 — Нежность к ревущему зверю
- 1983 — Люди и дельфины
- 1985 — Поезд вне расписания
- 1986 — Очная ставка
- 1987 —
  - Белый олень тундры
  - Джамайка
  - Топинамбуры
- 1988 — Все мы немножко лошади...
- 1989 —
  - На привязи у взлётной полосы
  - Наследница Ники
- 1990 — Пропал друг
- 1994 — Рысь идёт по следу
- 1997 — Вино из одуванчиков
- 2004 —
  - Любовь слепа
  - Эффект присутствия